# 大钩叶藤
大钩叶藤（学名：Plectocomia assamica）为棕榈科钩叶藤属下的一个种。

## 扩展阅读
維基物種上的相關：大钩叶藤